# Wシリーズ (モータースポーツ)
Wシリーズ（英: W series）は、2019年から2022年にかけて行われた自動車競技のシリーズ。ドライバーを女性に限定したフォーミュラカーによるレースである。

## 概要
2018年10月にシリーズ発足が公表された。初年度の2019年はドイツツーリングカー選手権（DTM）のサポートレースとして6レースが開催される。シリーズ全体の賞金として150万ドルが用意され、ドライバーズチャンピオンには50万ドルが支給される。ランキング上位12人はスーパーライセンス取得に必要なライセンスポイントの付与対象となるとされたが、結局初年度についてはポイント付与対象とならず、2020年よりランキング上位8人にポイント（シリーズチャンピオンに15ポイント）が与えられることになった。
シリーズ運営の責任者としてデビッド・クルサードやエイドリアン・ニューウェイといったフォーミュラ1（F1）関係者が多く名前を連ねており、将来的には本シリーズから女性F1ドライバーを送り出すことを目標としている。
しかし2022年シーズン途中で「シリーズを支援していた投資家との契約が急遽打ち切りになった」として、運営側は同年のシリーズ（全10戦を予定）を第7戦までで打ち切ることを発表。翌シーズンに向けたアナウンスの無いまま、公式サイトは2022年12月を最後に更新を停止し、さらに2023年6月には運営母体の破産とシリーズ運営に携わる全スタッフが解雇されたことが明らかになり、シリーズは完全に終焉した。
なお2023年からは国際自動車連盟（FIA）が、本シリーズとほぼ同様のコンセプトを持つ「F1アカデミー」を開始しており、事実上の後継と見られている。

### マシン
マシンはワンメイクで、イタリア・タトゥース製の「F3 T-318」を使用し、エンジンはアルファロメオ製の直列4気筒・1,750cc ターボ 270馬力をアウトテクニカ・モトーリがチューニングしたものを搭載する。同マシンは国際自動車連盟（FIA）の「フォーミュラ・リージョナル」仕様としてのホモロゲーションを受けているが、これは、FIA F3とFIA F4の中間カテゴリーにあたる。
- シャーシ構造:カーボンファイバー モノコック
- エンジン排気量: 1,750 cc (107 cu in) DOHC 直列 4 気筒
- 吸引：シングルターボチャージャー
- 燃料供給：直接燃料噴射
- 燃料容量: 45.5 リットル (12 US ガロン)
- 燃料: アラルアルティメット オクタン価102 無鉛ガソリン
- 重量: 565 kg (1,246 ポンド)
- 出力: 270 hp (201 kW)
- 幅: 1,850 mm (73 インチ)
- ホイールベース: 2,900 mm (114 in)
- ギアボックス: Sadev 6 速パドルシフトギアボックス + 1 リバース
- ステアリング：パワーアシステッド ラック・アンド・ピニオン

2022年には、海上輸送を利用して二酸化炭素排出量を可能な限り低く抑える輸送試験も兼ね、トヨタ・レーシング・シリーズから18台のタトゥース – トヨタの「F3 FT-60」が貸し出される。5月のスペインのカタロニア・サーキットと、10月のシンガポールのシンガポール市街地コースでのレースで使用される。

### ドライバー
参戦にあたりスポンサーマネー等の持ち込みは不要だが、主催者側によるドライバー選考があり、テストプログラムに合格しないとレースには参戦できない。2018年11月に発表された候補者リストには55人が名前を連ねた。2019年に入り数次のテストが行われ、同年3月の最終テストでレギュラードライバー18名、リザーブ4名の計22名が選出された。日本からは小山美姫がレギュラードライバーに選ばれている。2年目以降は、前年のランキング上位12人については継続参戦が保証される一方で、それ以外のドライバーについては再度テスト等で選考を行う。

#### 日本人ドライバー
- 小山美姫
  - 2019年：ランキング7位、最高成績4位
  - 2020年：有資格者であったが、新型コロナウイルス流行のためレースが開催されず。
  - 2021年（シリン・レーシング所属）：ランキング14位、最高成績5位（シュピールベルク第1戦）

- 野田樹潤[注釈 2]
  - 2022年（Wシリーズアカデミー所属）：ランキング14位、最高成績9位（モジョロード第6戦）

### eスポーツ
2020年は新型コロナウイルスの流行の影響で通常のレース開催が困難になっているため、主催者側はeスポーツのシリーズとして『W Series Esports League』を立ち上げ、レギュラー参戦予定だったドライバーらによるバーチャルレースを行っている。基本的には毎週木曜日の19:00（イギリス夏時間）スタートで、同年6月から8月にかけて全10レースが行われた。

## チャンピオン
| 年     | チャンピオン                             |
| ------ | ---------------------------------------- |
| 2019年 | ジェイミー・チャドウィック               |
| 2020年 | 新型コロナウイルスの流行のため開催されず |
| 2021年 | ジェイミー・チャドウィック               |
| 2022年 | ジェイミー・チャドウィック               |

## 批判
本シリーズについては「むしろ女性ドライバーを不当に差別するもの」「歴史的な後退」など、既に既存のレースシリーズに参戦している一部の女性ドライバーからは批判の声もある。